# Extension (Mozilla)
Ne doit pas être confondu avec plugin
Pour les articles homonymes, voir Extension et Mozilla.

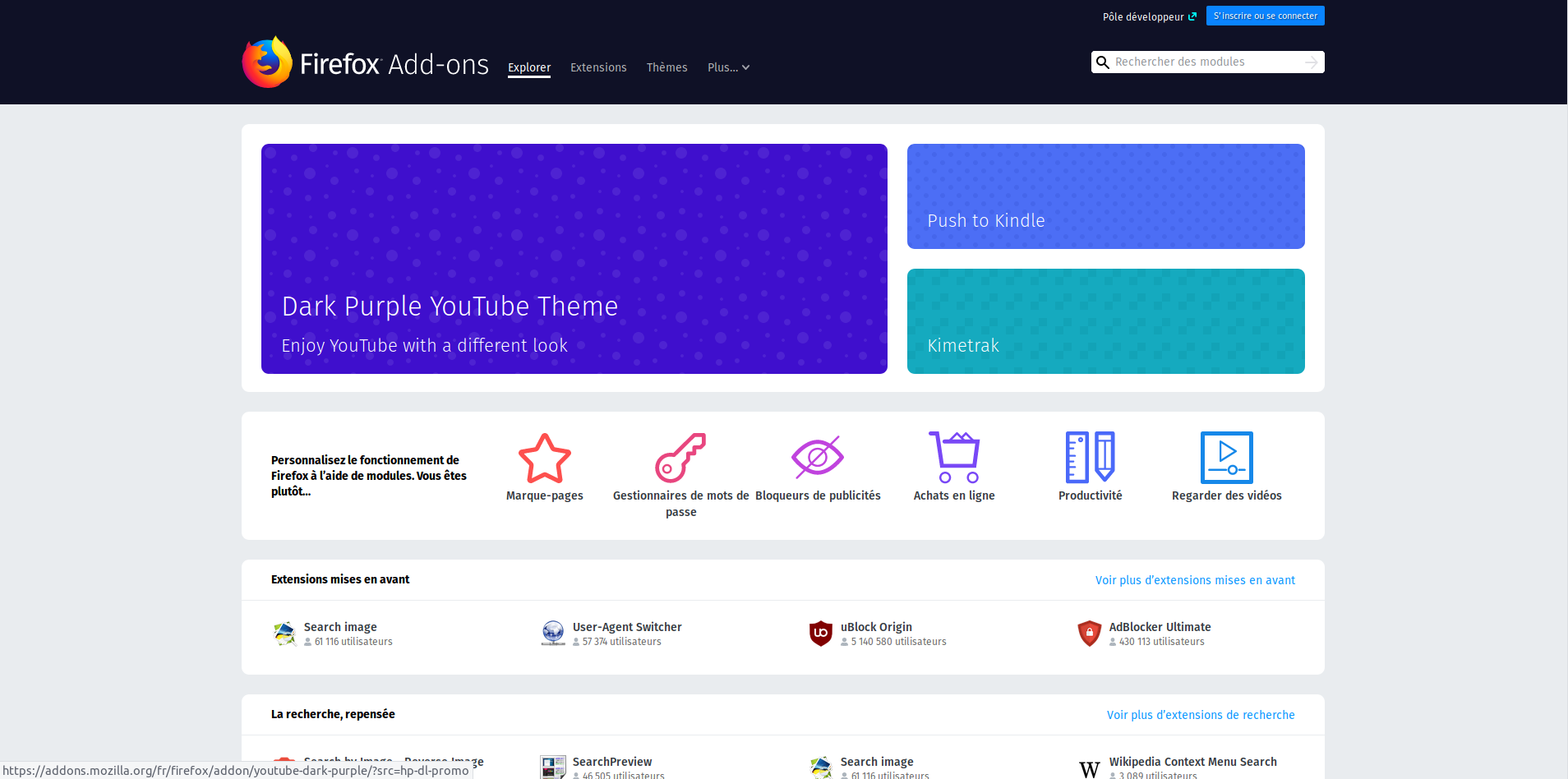
La page web des extensions de Mozilla.

Une extension concerne la suite de logiciels de la société Mozilla et principalement son navigateur Web phare : Mozilla Firefox.
Les extensions sont très nombreuses et permettent d'ajouter de nouvelles fonctionnalités au navigateur, comme la météo dans la barre d'état, un blocage des publicités des sites Web et la préservation de la confidentialité des données personnelles issues de la navigation, des outils de développement Web, etc.
Il ne faut pas confondre l'extension avec le plugin, qui lui est une sorte d'application complémentaire, externe au logiciel qui l'utilise ; l'extension est ici plutôt à prendre comme une modification du programme. 
Depuis la version 2.0 de Mozilla Firefox et de Mozilla Thunderbird, les entrées Extensions et Thèmes du menu Outils ont été remplacées par Modules complémentaires.

## Description
L'extension est une archive (fichier portant l'extension de fichier XPI) comprenant une série de fichiers constituant le code source, qui s'installe via un lien sur un site Web (à la manière d'un fichier téléchargé). Le navigateur propose alors d'installer l'extension. 
Pour des raisons de sécurité, le site d'où vient l'extension est bloqué par défaut, ce qui est signalé par une barre colorée en haut de page : son URL doit être ajouté à une liste de ceux autorisés à installer, et ainsi cela se fera directement les fois suivantes. Le poste local étant considéré comme sécurisé, une solution permettant d'y gagner en temps est d'enregistrer les extensions dans un dossier, puis de les faire glisser sur la fenêtre du navigateur (le déblocage de site ne sera pas nécessaire). 

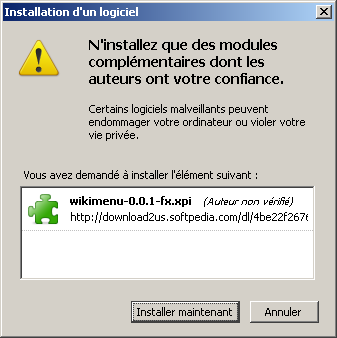
Exemple d'invite d'installation d'une extension dans Firefox 3.0.
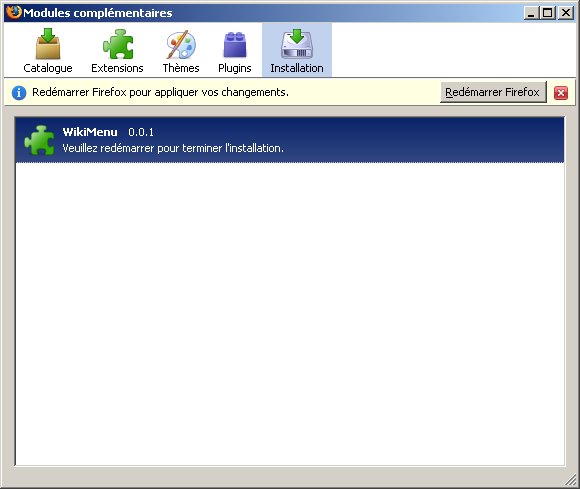
Une fois l'installation complétée, Firefox doit re-démarrer pour l'activer.
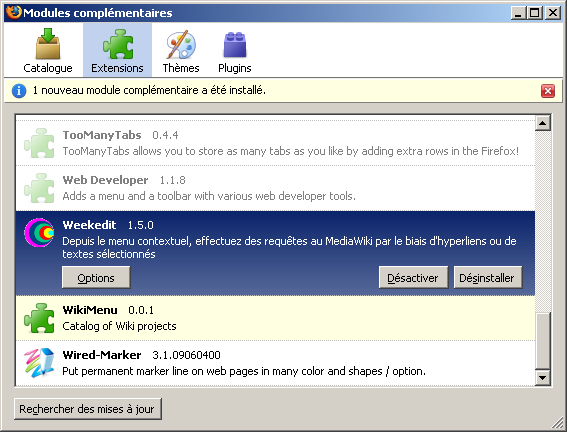
L'extension récemment installée, en jaune pâle, est listée dans une « table des matières ».

Avec l'arrivée de Firefox 2.0, le mode d'installation a été légèrement facilité grâce à une possibilité de relancer ce navigateur en un seul clic après que les extensions ont été pré-installées.
Chacune des extensions est indépendante.
Lors des importantes mises à jour du logiciel (passage à la version 3 de Firefox par exemple), la compatibilité des extensions et thèmes n'est pas garantie, ainsi certains utilisateurs préfèrent attendre la mise à jour des extensions qu'ils utilisent avant d'installer la nouvelle version du logiciel. À noter : Firefox et Thunderbird intègrent une option permettant de rechercher automatiquement les mises à jour, il prévient alors lorsque l'extension n'est plus compatible et cherche une mise à jour.

## Extensions de Thunderbird
Il existe des extensions permettant d'effectuer des redirections des messages, de gérer de multiples signatures, etc.

## Mozilla Add-ons
Mozilla Add-ons, anciennement appelé Mozilla Update, est un site Web proposant des add-ons (ou modules complémentaires) pour les logiciels Mozilla dont Mozilla Firefox, Mozilla Thunderbird, SeaMonkey (qui était autrefois la Mozilla Application Suite) et Mozilla Sunbird. Ces modules se présentent sous différentes formes : extensions, thèmes, dictionnaires, plugins en général et plugins pour moteur de recherche.
Étant donné que les logiciels Mozilla proposent tous un lien vers ce site, il s’agit de l’endroit officiel pour télécharger des modules Mozilla, bien qu’il existe d’autres sites Web depuis lesquels des modules peuvent être téléchargés.
Le site Mozilla Add-ons est parfois surnommé AMO ou a.m.o. (abréviation de son URL). Auparavant il était également surnommé UMO car il se trouvait à l’adresse update.mozilla.org.
Depuis son lancement, le site a subi plusieurs changements importants :
- le 4 avril 2006, les pages destinées au public ont été réécrites de fond en comble ;
- le 24 octobre 2006, les pages concernant Firefox ont fait peau neuve pour que le thème corresponde avec le nouveau style du site mozilla.com ayant également fait peau neuve pour la sortie de Firefox 2.

La version suivante du site, ayant pour nom de code Remora, propose de nouvelles pages entièrement réécrites, à la fois pour le public et pour les développeurs. Cette nouvelle version est sortie en 2007.
À la différence du site mozdev.org qui propose un hébergement gratuit pour les projets liés à Mozilla, ce site Web n’est pas destiné uniquement aux développeurs mais aussi aux utilisateurs finaux.
Les plugins les plus couramment téléchargés sont Adobe Acrobat, Adobe Flash Player, Java, QuickTime, RealPlayer, Shockwave, Windows Media Player,En janvier 2007, le site comptait plus de 2900 extensions et plus de 200 thèmes.
L’une des raisons du succès de Firefox auprès des internautes est sa capacité à intégrer de nouveaux modules et plugins. Ces modules possèdent généralement une taille raisonnable, qui va de 5 ko à pas plus de 2 Mo pour les plus gros et modifient la façon dont les internautes utilisent leur navigateur pour surfer sur le Web. Parmi les modules les plus connus, on retrouve en mai 2014 (sans classement particulier) : Adblock Plus, Video DownloadHelper, Firebug ou encore Greasemonkey.
Le site propose également des plugins pour ajouter de nouveaux moteurs de recherche dans la barre de recherche qui, par défaut, permet de faire une recherche sur Google et propose aussi de faire des recherches sur d’autres sites Web comme Amazon ou Wikipedia.